# Athelges lacertosi
Athelges lacertosi là một loài chân đều trong họ Bopyridae. Loài này được Pike miêu tả khoa học năm 1961.